# Fear Inoculum (пісня)
«Fear Inoculum» (укр. Щеплення від страху або укр. Інокулянт страху) — пісня американського рок-гурту Tool, перший сингл з однойменного альбому 2019 року.

## Про пісню
Офіційне повідомлення про вихід першого студійного альбому Tool за 13 років та його назва — Fear Inoculum — були оприлюднені 29 червня. 5 серпня гурт поділився обкладинкою альбому, та анонсував вихід першого синглу — заголовної пісні з платівки. Сингл «Fear Inoculum» було випущено 7 серпня 2019 року в цифровому форматі. Він дебютував в американському хіт-параді синглів 12 серпня, опинившись на 93 місці, і встановив рекорд як найдовша пісня, що колись потрапляла до чарту Billboard Hot 100 — загальною тривалістю 10 хвилин 21 секунду (попереднім рекордсменом була пісня Девіда Бові «Blackstar», коротша на 24 секунди).
«Fear Inoculum» («Інокулянт страху») —  це перша пісня з альбому, яка розповідає про необхідність прищепити страх, щоб його позбавитися. Атмосферний вступ з використанням синтезатора та табли триває близько двох хвилин. Лише наприкінці другої хвилини вступає Мейнард Кінен, співаючи про вакцинацію проти страху: «Імунітет, на який так довго чекали. Інфекція, я видихаю тебе» (англ. Immunity, long overdue, contagion I exhale you). Куплет, приспів та бридж неодноразово змінюють один одного, наближаючи кульмінаційний момент. Коли в останній третині композиції Кінен повторює про вигнання недуг та різних отрут, його голос схожий на молитву або заклинання. Закінчується пісня гітарним соло Адама Джонса.
«Fear Inoculum» була номінована на отримання нагороди «Греммі» в номінації «Найкраща рок-пісня», проте поступилася пісні американського гітариста Гері Кларка-молодшого «This Land».

## Місця в чартах
| Чарт (2019)                         | Найвища позиція |
| ----------------------------------- | --------------- |
| Australia (ARIA)                    | 68              |
| Бельгія (Ultratip Flanders)         | 7               |
| Канада (Canadian Hot 100)           | 76              |
| Канада Rock (Billboard)             | 25              |
| France (SNEP Sales Chart)           | 130             |
| New Zealand (Recorded Music NZ)     | 40              |
| New Zealand Hot Singles (RMNZ)      | 3               |
| Шотландія (Official Charts Company) | 76              |
| UK Singles Sales (OCC)              | 62              |
| UK Singles Downloads (OCC)          | 58              |
| США (Billboard Hot 100)             | 93              |
| США (Hot Rock Songs) (Billboard)    | 3               |

| Чарт (2019)                                 | Позиція |
| ------------------------------------------- | ------- |
| US Hot Rock & Alternative Songs (Billboard) | 36      |